# Kovačevac (żupania bielowarsko-bilogorska)
Kovačevac – wieś w Chorwacji, w żupanii bielowarsko-bilogorskiej, w gminie Rovišće. W 2011 roku liczyła 176 mieszkańców.